# George Gamow
George Gamow (1904-1968) (tên tiếng Nga: Georgiy Antonovich Gamov) là nhà vật lý, nhà thiên văn học người Mỹ gốc Liên Xô cũ. Ông là một trong những người ủng hộ thuyết Big Bang, lý thuyết nổi tiếng nhất về sự hình thành vũ trụ. Qua nghiên cứu, ông đã tiên đoán vết tích của bức xạ của vũ trụ nguyên thủy, lúc đầu nóng ít nhất là hàng triệu độ, sau nguội dần vì vũ trụ giãn nở. Sau đó, các thực nghiệm khoa học đã chứng minh những gì lý thuyết của Gamow nói đều có sự đúng đắn.